# Cakalang fufu

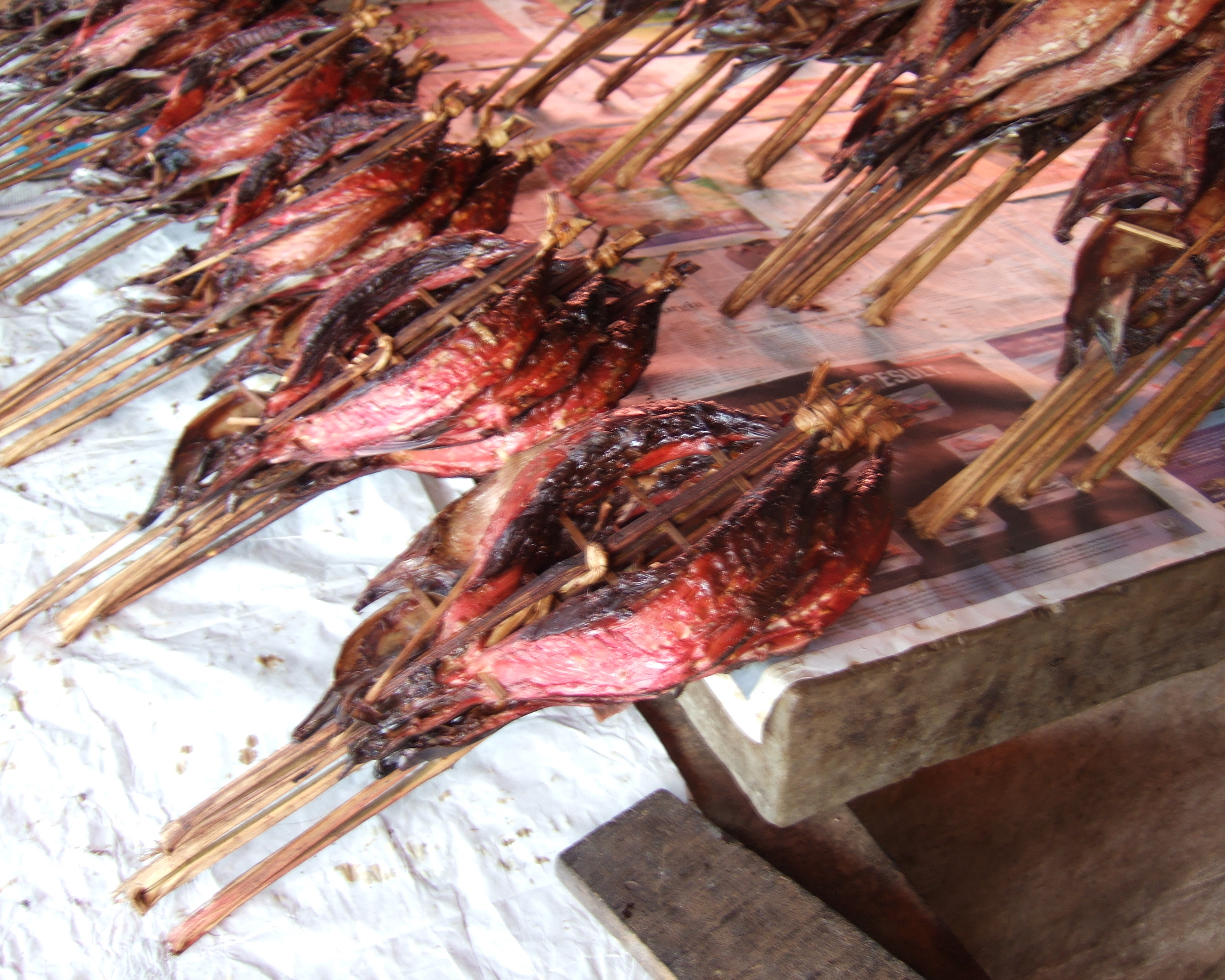
Cakalang fufu

Cakalang fufu é um atum-gaiado que foi curado e defumado depois de fixado num quadro de bambu, um prato típico do povo minahasa de Celebes Setentrional, naIndonésia.

## Receita
Depois de o cakalang (o termo da língua dos minahasa para uma determina da espécie de atum) ter sido limpo (com a retirada das escamas e das vísceras), a carne do  cakalang é dividida em duas partes e presa a um quadro de bambu que foi preparado previamente. Então o peixe é curado usando  bicarbonato de sódio em pó, sal e temperos. O peixe mais tarde passa pelo processo de  defumação, o calor do fogo e da fumaça devendo ser distribuídos uniformemente, de modo que todas as partes do peixe fiquem expostas ao calor, no ponto e secas. O processo leva quatro horas e o tempo de esfriamento que se sucede leva aproximadamente duas horas. O processo segue até que a tonalidade da carne fique avermelhadas e sua textura fique seca, livre de umidade.

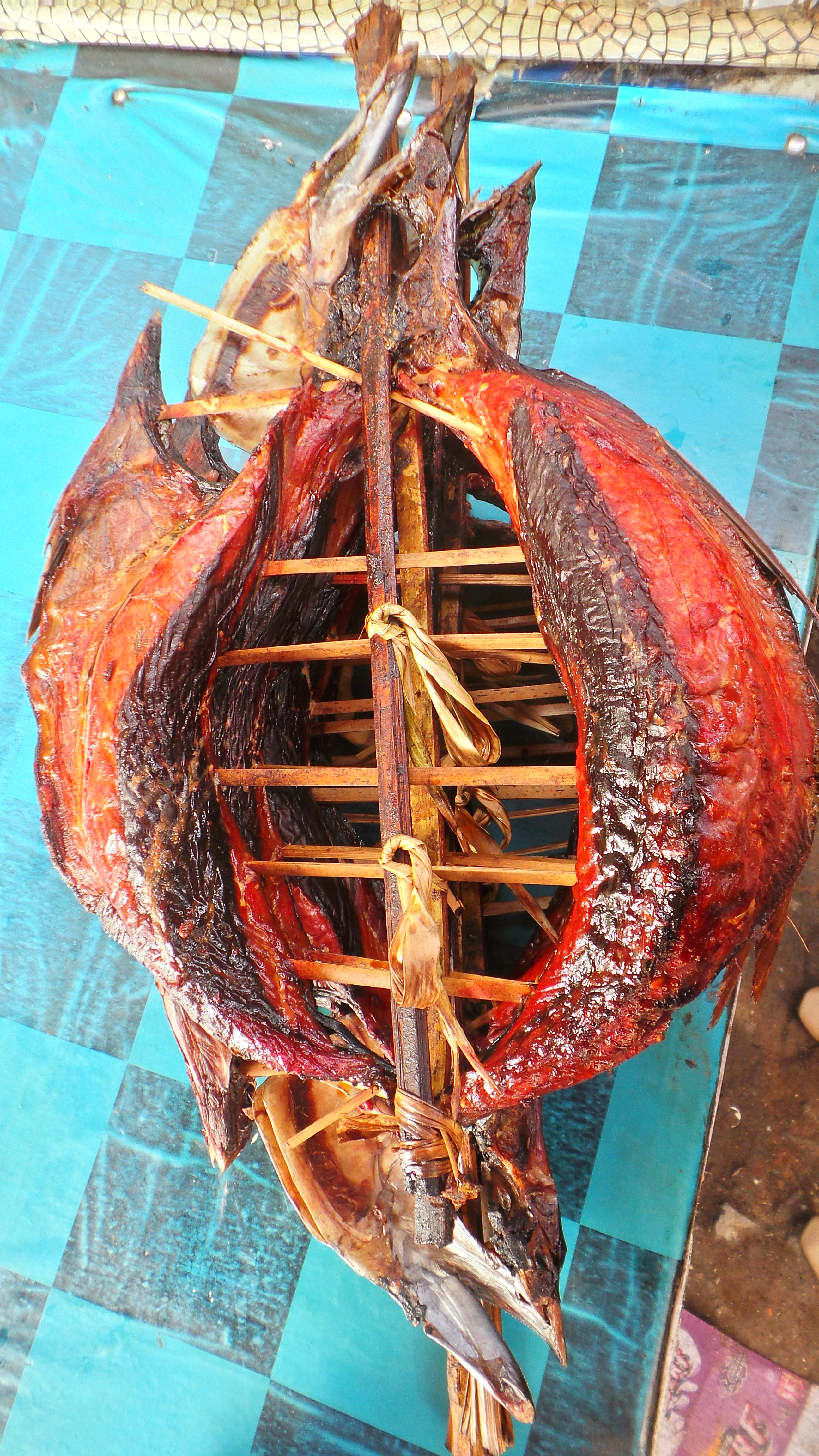
Quadro de bambu usado na defumação.

Se produzido corretamente, o cakalang fufu tem durabilidade de um mês e pode assim ser vendido em toda a Indonésia como produto do mar processado. Em Celebes Setentrional, o cakalang fufu é um prato popular e frequentemente comprado pelos visitantes como presente. Ainda que seja conhecido em toda a parte oriental do arquipélago indonésio, a produção principal ocorre na cidade pesqueira de Bitung.
O cakalang fufu pode ser aquecido ou frito e diretamente consumido com arroz cozido acompanhado de dabu-dabu (sambal em minahasa) ou tornar-se ingrediente de outros pratos, tal como ser misturado na salada de batata, salpicado em macarrão, etc. Seu sabor defumado é forte, em função da preparação sobre cascas de coco.

## Distribuição
O cakalang fufu pode ser encontrado nas grandes cidades em toda a Indonésia. Um problema comum para os pequenos produtores de cakalang fufu é levantar o capital necessário para expandir a produção. Para resolver esse problema, o Ministério da Indústria da Indonésia faz empréstimos a juros subsidiados através dos governos locais. Os governos locais também participam das feiras e festivais para ajudar na promoção do produto.